# The Ordinary Boys

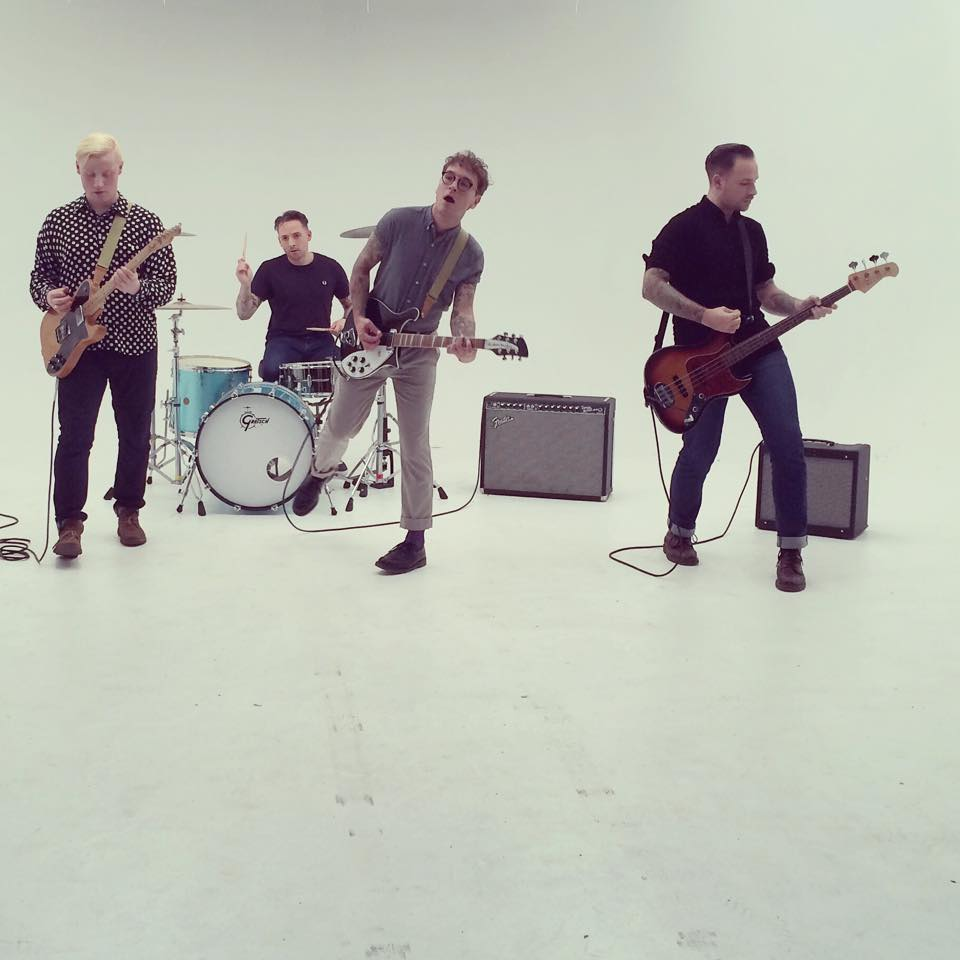
The Ordinary Boys

The Ordinary Boys sind eine englische Britpop-Band aus Worthing. Zunächst nannten sie sich Next In Line. Ihre musikalischen Einflüsse liegen hauptsächlich im Mod Revival, Britpop, Ska und 80er-Jahre-Gitarrenpop. So stammt ihr Name ursprünglich aus einem Morrissey-Song.

## Werdegang
Nach dem Erscheinen ihres Debütalbums Over The Counter Culture (2004) galten die Ordinary Boys als „kommende Band“ in England. Rezensionen in der britischen Musikpresse feierten das Album – doch die Verkaufszahlen blieben hinter den Erwartungen zurück. Trotzdem bildete sich eine loyale Anhängerschaft, Ordinary Army genannt, die Konzerte der Band waren oft ausverkauft.
2005 erschien das zweite Album der Band Brassbound. Die Kritik lehnte die Platte nahezu einmütig ab. Kritisiert wurde die Band vor allem wegen ihrer fehlenden Originalität, da sie sich zu eng an ihre musikalischen Vorbilder The Jam, The Specials und The Clash orientierte.
Im Januar 2006 nahm Sänger Samuel Preston an der TV-Show Celebrity Big Brother (UK) teil. Während seines mehrwöchigen Aufenthalts im Big-Brother-Container verliebte er sich in die spätere Gewinnerin der Show, Chantelle Houghton. Die britische Boulevard- und Klatschpresse berichtete fortan intensiv über das neue Prominenten-Paar „Prestelle“. Im Sommer 2006 heirateten die beiden unter großem Medienrummel.
Prestons plötzliche Popularität führte zu stark ansteigenden CD-Verkäufen der Ordinary Boys. Die Single Boys Will Be Boys – die eigentlich schon 2005 erschienen war – stieg in der Folge auf Platz 3 der britischen Charts, ebenso wie die kurz darauf veröffentlichte Single 9 To 5, die in Kooperation mit der Rapperin Lady Sovereign entstand.
Auch das dritte Album der Ordinary Boys How To Get Everything You Ever Wanted In Ten Easy Steps (2006) wurde ein kommerzieller Erfolg. Die Singles Lonely At The Top und I Luv U erreichten die britischen Top Ten.
Doch die alten, aus der Britpop-, Independent- und Punk-Szene stammenden Fans wandten sich in der Folge immer mehr ab. Nach dem Abflauen des Hypes wurde es still um die Band. Inzwischen haben Preston und Chantelle ihre Trennung bekannt gegeben, die Band ist zwar noch nicht offiziell aufgelöst, hat aber keine weiteren Veröffentlichungen in Planung.
In Deutschland sind die Alben und Singles der Ordinary Boys bisher nur als UK-Importe oder als Downloads zu beziehen.

## Diskografie

### Studioalben
| Jahr | Titel                                                   | Höchstplatzierung, Gesamtwochen, AuszeichnungChartsChartplatzierungen (Jahr, Titel, Platzierungen, Wochen, Auszeichnungen, Anmerkungen) | Anmerkungen                            |
| Jahr | Titel                                                   | UK | Anmerkungen                            |
| ---- | ------------------------------------------------------- | --- | -------------------------------------- |
| 2004 | Over the Counter Culture                                | UK19 Silber · (6 Wo.)UK | Erstveröffentlichung: 5. August 2004   |
| 2005 | Brassbound                                              | UK11 Gold · (11 Wo.)UK | Erstveröffentlichung: 20. Juni 2005    |
| 2006 | How to Get Everything You Ever Wanted in Ten Easy Steps | UK15 Silber · (9 Wo.)UK | Erstveröffentlichung: 23. Oktober 2006 |
| 2015 | The Ordinary Boys                                       | — | Erstveröffentlichung: 2. Oktober 2015  |

### Singles
| Jahr | Titel Album                                                                        | Höchstplatzierung, Gesamtwochen, AuszeichnungChartsChartplatzierungen (Jahr, Titel, Album, Platzierungen, Wochen, Auszeichnungen, Anmerkungen) | Anmerkungen                                           |
| Jahr | Titel Album                                                                        | UK | Anmerkungen                                           |
| ---- | ---------------------------------------------------------------------------------- | --- | ----------------------------------------------------- |
| 2004 | Week In Week Out Over the Counter Culture                                          | UK36 (3 Wo.)UK | Erstveröffentlichung: April 2004                      |
| 2004 | Talk, Talk, Talk Over the Counter Culture                                          | UK17 (3 Wo.)UK | Erstveröffentlichung: Juni 2004                       |
| 2004 | Seaside Over the Counter Culture                                                   | UK27 (2 Wo.)UK | Erstveröffentlichung: September 2004                  |
| 2005 | Boys Will Be Boys Brassbound                                                       | UK3 Silber · (22 Wo.)UK | Erstveröffentlichung: Juni 2005                       |
| 2005 | Life Will Be the Death of Me Brassbound                                            | UK50 (2 Wo.)UK | Erstveröffentlichung: August 2005                     |
| 2006 | Nine2Five How To Get Everything You Ever Wanted in Ten Easy Steps • Public Warning | UK6 (10 Wo.)UK | Erstveröffentlichung: 22. Mai 2006 vs. Lady Sovereign |
| 2006 | Lonely at the Top How To Get Everything You Ever Wanted in Ten Easy Steps          | UK10 (5 Wo.)UK | Erstveröffentlichung: Oktober 2006                    |
| 2006 | I Luv U How To Get Everything You Ever Wanted in Ten Easy Steps                    | UK7 (10 Wo.)UK | Erstveröffentlichung: Dezember 2006                   |

Weitere Singles
- 2004: Maybe Someday
- 2014: Awkward
- 2015: Four Letter Word